# Karl Kunst (Politiker, 1934)
Karl Kunst (* 13. Dezember 1934 in Twistringen; † 28. November 2019) war ein deutscher Politiker (CDU).
Kunst besuchte die Volks- und die Realschule. Nach Abschluss einer kaufmännischen Lehre war er in verschiedenen Sparten der Holzbranche tätig, bis er 1957 in der Holzhandlung seiner Eltern einstieg. Später übernahm er den Betrieb. Im Jahr 1957 war er Mitbegründer der dortigen Jungen Union und war danach viele Jahre deren Erster Vorsitzender sowie Kreisvorsitzender. Ab 1961 war er Ratsherr und stellvertretender Bürgermeister der Stadt Twistringen. Zudem war er Mitglied des Kreistages des Landkreises Grafschaft Hoya. Ratsherr war er von 1961 bis 1973 und von 1968 bis 1996 war er Bürgermeister der Stadt Twistringen. Am 21. Juni 1970 gelang ihm der Einzug in den Niedersächsischen Landtag, dem er drei Wahlperioden bis zum 20. Juni 1982 angehörte. Dort betätigte er sich vor allem im Ausschuss für Jugend und Sport.